# اچ‌ام‌اس های‌فلیر (۱۸۱۳)
اچ‌ام‌اس های‌فلیر (۱۸۱۳) (به انگلیسی: HMS Highflyer (1813)) یک کشتی بود. این کشتی در سال ۱۸۱۱ ساخته شد.